# Octotemnus dilutipes
Octotemnus dilutipes là một loài bọ cánh cứng trong họ Ciidae. Loài này được Blackburn miêu tả khoa học năm 1891.